# 陽進堂
株式会社陽進堂（ようしんどう、英: Yoshindo Inc.）は、富山県富山市に本社・工場を置く企業。医療用医薬品の製造販売を行う。

## 概要
主力はジェネリック医薬品。ジェネリック医薬品を中心に、200品目以上の医薬品の製造・販売を行っている。

## 沿革
- 1929年 - 富山市にて、下村亀次郎が一般向けの医薬品を製造。全国の薬局・薬店に販売。
- 1954年 - 下村孝治、富山市山王町で下村陽進堂を設立、医薬品の受託製造を始める。
- 1962年 - 株式会社に改組、所在地を富山市新庄町に移転。社長には下村孝治が就任。
- 1967年 - 本社工場を新設。
- 1970年 - 株式会社陽進堂に社名変更。
- 1973年 - クロレラを主に健康食品の製造を開始。
- 1976年 - 健康食品製造部門を分離し、信和薬品株式会社を設立。受託製造より医療用医薬品の製造販売に傾注する。
- 1979年 - 台湾への輸出業務を開始。
- 1983年 - 下村健三、社長就任。下村孝治、会長に就任。
- 1985年 - ケンユ薬品株式会社を稼働、販売力を強化。
- 1986年 - 婦中工場新設。
- 1994年 - ケンユ薬品株式会社を合併。
- 1995年 - 資本金を2億9,576万円に増資。
- 1996年 - 婦中町に新本社工場が竣工。資本金を4億696万円に増資。
- 2004年 - 医薬品原料製造を手掛けるグループ会社、株式会社ワイアイシーを合併。
- 2006年 - 総合研究所が竣工。
- 2007年 - 関連会社である株式会社創健がラブレ創健株式会社に社名変更。
- 2009年 - 資本金を3億円に減資。
- 2010年 - 原薬工場棟が竣工。稼働開始。
- 2011年 - 製剤第2工場が竣工。稼動開始。
- 2013年 - 味の素製薬株式会社（現・EAファーマ）の輸液・透析事業を会社分割により承継し発足したエイワイファーマ株式会社に資本参加。
- 2016年 - 北村博樹、社長に就任。下村健三、会長に就任。エイワイファーマ株式会社を完全子会社化。

## 主要取引先
- 日医工
- 日本ジェネリック
- 日本ケミファ
- 富士フイルムファーマ
- 第一三共エスファ
- 昭和薬品化工